# Чемпіонат України з боксу 2005
XIV Чемпіонат України з боксу серед чоловіків — головне змагання боксерів-любителів в Україні, організоване Федерацією боксу України, що відбулося з 25 по 31 березня 2005 року в Луцьку в приміщенні спортивної зали обласної ДЮСШ. Близько 200 спортсменів змагалися за нагороди у 11 вагових категоріях.

## Медалісти
| Категорія:                         | Золото:              | Срібло:              | Бронза:                                  |
| Перша найлегша вага (до 48 кг)     | Віталій Волков       | Ігор Шайнер          | Дмитро Бобошко Ігор Яковлєв              |
| Найлегша вага (до 51 кг)           | Георгій Чигаєв       | Олексій Джунківський | Дмитро Буленков                          |
| Легша вага (до 54 кг)              | Олександр Кириченко  | Максим Третяк        |                                          |
| Напівлегка вага (до 57 кг)         | Сервін Сулейманов    | Дмитро Лагно         |                                          |
| Легка вага (до 60 кг)              | Олександр Ключко     | Іван Редкач          | Турал Гасанов                            |
| Перша напівсередня вага (до 64 кг) | Артем Айвазіді       | Микола Семеняга      | Арсен Смаїлов Сергій Москотов            |
| Напівсередня вага (до 69 кг)       | Сергій Дерев'янченко | Давид Табатадзе      | Костянтин Ровенський Олександр Стрецький |
| Середня вага (до 75 кг)            | Ісмаїл Сіллах        | Віталій П'ятецький   | Ігор Бурсак Денис Пояцика                |
| Напівважка вага (до 81 кг)         | Анатолій Дудченко    | Дмитро Кучер         | Роман Мокрицький Ігор Приходько          |
| Важка вага (до 91 кг)              | Віталій Міхеєнко     | Сергій Карпенко      | Максим Ільченко Андрій Сіпченко          |
| Надважка вага (більше 91 кг)       | В'ячеслав Глазков    | Роман Капітоненко    | Павло Ваник Євген Бец                    |